# Klasztor franciszkanów w Łąkach Bratiańskich
Klasztor franciszkanów w Łąkach Bratiańskich – nieistniejący klasztor franciszkanów, który wchodził w skład reformackiej Prowincji Niepokalanego Poczęcia NMP w Prusach i w Wielkim Księstwie Poznańskim, znajdował się na terenie diecezji chełmińskiej, w Łąkach Bratiańskich (obecnie województwo warmińsko-mazurskie).
Istniejące w klasztorze sanktuarium nazywane było "Częstochową Północy" lub "Pruską Częstochową".

## Historia
Początkowo franciszkanie mieszkali w Nowym Mieście Lubawskim. Sprowadził ich w 1624 kontrreformata polski wojewoda pomorski i starosta bratiański Paweł Działyński. Należeli do reformackiej gałęzi zakonu św. Franciszka. Klasztor reformacki przy kościele św. Jerzego w Nowym Mieście ucierpiał dwukrotnie, pierwszy raz podczas napadu na miasto lisowczyków w 1625, drugi raz gdy miasto zajęli Szwedzi w 1629. W 1631 Działyński ufundował nowy drewniany klasztor w Łąkach Bratiańskich. Budowla ta spłonęła. Nowy murowany klasztor ukończono w 1638.
Od 1750 klasztor w Łąkach Bratiańskich należał do pruskiej Prowincji Wniebowzięcia NMP franciszkanów reformatów, jednej z czterech istniejących na ziemiach I Rzeczypospolitej.
W klasztornym kościele czczona była cudami słynąca figura Matki Boskiej Łąkowskiej. Ukoronowano ją koronami papieskimi 4 czerwca 1752 za pontyfikatu Benedykta XIV. Koronacji dokonali biskupi Wojciech Stanisław Leski i Fabian Franciszek Pląskowski. Akt ten był potwierdzeniem ze strony Stolicy Apostolskiej prawdziwości dokonywanych w sanktuarium cudów za wstawiennictwem Matki Bożej. Podczas uroczystości koronacyjnych udzielono 18000 komunii świętej, z Elbląga sprowadzono oddział Regimentu Pieszego Koronnego Królewicza liczący 60 żołnierzy oraz oddziały konnicy z Malborka i Chełmna. W tym okresie do klasztoru w Łąkach Bratiańskich pielgrzymowano z Kaszub, Warmii, Mazowsza i Wielkopolski. Odpust trwał tydzień, rozpoczynając się 4 czerwca – w rocznicę poświęcenia kościoła.
Gdy w wyniku I rozbioru Polski Królestwo Prus anektowało w 1772 Prusy Królewskie, Nowe Miasto Lubawskie i Łąki Bratiańskie znalazły się pod panowaniem Hohenzollernów. Mimo nieprzychylności władz państwowych w 1785 rozpoczęto budowę większego kościoła w stylu barokowym. Budowę świątyni ukończono w 1790. Również w XIX wieku sanktuarium łąkowskie zapełniało się pielgrzymami, także z terenów Polski Kongresowej. Kościół klasztorny składał się nawy i prezbiterium. Między 1683 a 1693 wybudowano kaplicę z kryptą grobową. Była to fundacja biskupa chełmińskiego Kazimierza Jana Opalińskiego. W 1716 Teresa i Tomasz Działyńscy wybudowali kolejną kaplicę grobową. Zabudowania klasztorne były piętrowe. Konwent posiadał dwa dziedzińce. Większy zaopatrzony był w krużganki. Refektarz i zakrystia znajdowały się we wschodniej części klasztoru.
Klasztor uniknął likwidacji dzięki interwencji wpływowych osób po wejściu w życie ustawy państwowej z 30 października 1810. W 1855 powstała franciszkańska Prowincja Niepokalanego Poczęcia NMP w Prusach i w Wielkim Księstwie Poznańskim. Klasztory w Wejherowie i Łąkach Bratiańskich, jedyne którym udało się uniknąć kasaty, zostały do niej włączone. W Łąkach utworzono około 1856 studium teologiczne dla braci kończących w Wejherowie nowicjat. W 1858 w klasztorze mieszkało 12 zakonników.
Ustawa z 31 maja 1875 znowu zniosła zakony i zgromadzenia zakonne na terenie całego Królestwa Pruskiego. Konwent zamknięto 27 września, mieszkało w nim wówczas 22 zakonników. W tym czasie gwardianem w Łąkach był o. Mikołaj Kiefer. Decyzją biskupa chełmińskiego Jana Nepomucena Marwicza cudami słynąca figura Matki Bożej Łąkowskiej pozostawała w kościele klasztornym. Paramenty liturgiczne i relikwie Krzyża Świętego przeniesiono do Fary św. Tomasza w Nowym Mieście Lubawskim. Zabudowania klasztorne przechodziły na własność państwa.
W nocy z 5 na 6 maja 1882 piorun uderzył w dach nad ołtarzem głównym kościoła klasztornego. Udało się uratować figurę Matki Bożej. Ojcowie Rogeriusz Binkowski OFM i Onufry Laskowski OFM przewieźli ją do kościoła, w którym rezydowali w Nowym Mieście Lubawskim. Następnej nocy pożar strawił kolejną część zabudowy. Księgozbiory uległy zniszczeniu lub zostały zrabowane. Cegły z niszczejącej budowli posłużyły w latach 1903-1906 do budowy kościoła parafialnego pw. Najświętszego Serca Pana Jezusa w Radominie i gorzelni w Mszanowie. Podejmowano próby odzyskania terenu przez władze zakonne. W latach 20. XX wieku czyniono próby odbudowy sanktuarium, nie przyniosły one jednak żadnego efektu.
W 1999 reaktywowano Bractwo Łąkowskie, którego celem jest odbudowa Sanktuarium Matki Boskiej Łąkowskiej w Łąkach Bratiańskich.

## Pochowani na terenie klasztoru reformatów
W Łąkach Bratiańskich spoczęli:
- Tomasz Działyński, wojewoda chełmiński
- Adam Działyński, starosta bratiański
- Kazimierz Jan z Bnina Opaliński, biskup chełmiński
- Jan Ansgary Czapski, podskarbi wielki koronny
- Michał Działyński, wojewoda chełmiński